# 六塘乡 (湘阴县)
六塘乡，中华人民共和国湖南省岳阳市湘阴县下属的一个镇，位于湘阴县东部。308省道经过辖区。

## 建制沿革
- 1956年，属石塘乡；
- 1958年，属前进公社；
- 1961年，析置六塘公社；
- 1983年，改置六塘乡。

## 行政区划
六塘乡下辖11个行政村：
- 兰岭村、六塘村、金岳村、永胜村、赵龙村、清水村、茶木村、周塘村、道洲村、佘家村、五塘村